# Celebrity City Trip
Celebrity City Trip is een Nederlands televisieprogramma dat werd uitgezonden door RTL 5. In het programma ging elke aflevering een koppel bestaande uit bekende Nederlanders op reis. De bekende Nederlanders kiezen zelf de landen uit waar ze naar toe gaan, vaak zijn dit landen waar ze een band mee hebben of vaker zijn geweest.

## Afleveringen en kandidaten
| Nr. | Uitzenddatum     | BN'er 1           | BN'er 2          | Locatie 1  | Locatie 2 |
| --- | ---------------- | ----------------- | ---------------- | ---------- | --------- |
| 1   | 7 november 2017  | Robert Kranenborg | Boef             | Brussel    | Marrakesh |
| 2   | 14 november 2017 | Rick Brandsteder  | Ryanne van Dorst | Kopenhagen | Praag     |
| 3   | 21 november 2017 | Victoria Koblenko | Heleen van Royen | Moskou     | Porto     |
| 4   | 28 november 2017 | Naomi van As      | Willie Wartaal   | Albufeira  | Granada   |
| 5   | 5 december 2017  | Anna Nooshin      | Mental Theo      | Parijs     | Mallorca  |
| 6   | 12 december 2017 | Dennis Weening    | Rico Verhoeven   | Londen     | Rome      |
| 7   | 19 december 2017 | Patty Brard       | Dave Roelvink    | Ibiza      | Rimini    |

## Waardering
De kijkcijfers waren sinds de eerste aflevering van het programma was uitgezonden al aan de lage kant. De kijkcijfers schommelden uiteindelijk voor het eerste seizoen tussen de 200.000 en 500.000 kijkers per aflevering.